# Nordea Nordic Light Open 2004
Nordea Nordic Light Open 2004 — жіночий тенісний турнір, що проходив на відкритих кортах з твердим покриттям у Стокгольмі (Швеція). Належав до турнірів 4-ї категорії в рамках Туру WTA 2004. Відбувсь утретє і тривав з 2 до 8 серпня 2004 року. Третя сіяна Алісія Молік здобула титул в одиночному розряді й отримала 22 тис. доларів США.

## Фінальна частина

### Одиночний розряд
Алісія Молік —  Тетяна Перебийніс, 6–1, 6–1
- Для Молік це був 1-й титул в одиночному розряді за сезон і 2-й — за кар'єру.

### Парний розряд
Алісія Молік /  Барбара Шетт —  Еммануель Гальярді /  Анна-Лена Гренефельд, 6–3, 6–3